# Alfred Schopf
Alfred Schopf (* 25. Mai 1922 in Lindles, Böhmen; † 2006) war ein deutscher Anglist, Sprachwissenschaftler und Hochschullehrer.

## Leben und Wirken
Alfred Schopf studierte Anglistik, Germanistik und Geschichte und legte die beiden Staatsexamen für den höheren Schuldienst 1950 bzw. 1953 an der Universität München ab. Dort promovierte er 1953. Seit 1950 war er an dieser Universität als wissenschaftlicher Assistent tätig, 1953 ging er in den Schuldienst und wurde 1958 Studienrat im Hochschuldienst an der Münchener Universität. 1967 habilitierte er sich an der Universität des Saarlandes in Saarbrücken. 1968 übernahm er ein Ordinariat an der Technischen Universität Berlin, 1971 dann an der Albert-Ludwigs-Universität Freiburg/Br. Dort lehrte er bis zu seiner Emeritierung 1987.
Neben Arbeiten über mittelalterliche englische Literatur und William Shakespeare beschäftigte sich Schopf vor allem mit linguistischen Themen. Hinzu kamen historische Arbeiten über seine böhmische Heimat.

## Veröffentlichungen (Auswahl)
- Leitmotivische Thematik in Shakespeares Dramen. In: Shakespeare-Jahrbuch, Bd. 90 (1954), S. 124–166 (= Teilabdruck der Dissertation Universität München).
- (mit John Margetts): Die Übersetzung im englischen Staatsexamen. 2. Aufl. Hueber, München 1965.
- Untersuchungen zur Wechselbeziehung zwischen Grammatik und Lexik im Englischen (= Quellen und Forschungen zur Sprach- und Kulturgeschichte der germanischen Völker, N.F., Bd. 32). de Gruyter, Berlin 1969 (= Habilitationsschrift Universität des Saarlandes, Saarbrücken).
- (Hrsg.): Der englische Aspekt (= Wege der Forschung, Bd. 252). Wissenschaftliche Buchgesellschaft, Darmstadt 1974, ISBN 3-534-04761-3.
- Die Gestalt Gaweins bei Chrétien, Wolfram von Eschenbach und in Sir Gawain and the Green Knight. In: Karl-Heinz Göller (Hrsg.): Spätmittelalterliche Artusliteratur (= Beiträge zur englischen und amerikanischen Literatur, Bd. 3). Schöningh, Paderborn 1984, S. 85–104, ISBN 3-506-70813-9.
- Das Verzeitungssystem des Englischen und seine Textfunktionen (= Linguistische Arbeiten, Bd. 140). Niemeyer, Tübingen 1984, ISBN 3-484-30140-6.
- (Hrsg.): Essays on tensing in English. Zwei Bände (= Linguistische Arbeiten, Bd. 185 u. 228). Niemeyer, Tübingen 1987/1989, ISBN 3-484-30185-6 u. ISBN 3-484-30228-3.
- Bedas Sterbelied. In: Literaturwissenschaftliches Jahrbuch, Bd. 37 (1996), S. 9–30.
- Die Revolution von 1848/49 in der Donaumonarchie und der verhinderte Ausgleich zwischen Tschechen und Deutschen in Böhmen und Mähren (geschildert anhand des Lebenslaufs eines Zeitzeugen, des Reichstagsabgeordneten, Oberst-Auditors und k.k. Appellationsrates Wenzel Gustav Schopf). Ars Una, Neuried 1997, ISBN 3-89391-606-7.
- Fünfzig Jahre englische Sprach- und Literaturwissenschaft. Vom Strukturalismus zur Textlinguistik, von Beda Venerabilis zu Dylan Thomas. Ars Una, Neuried 1997, ISBN 3-89391-706-3 (ein Ergänzungsheft u.d.T. "Shakespeare, Marlowe und Thomas More : eine textkritische Erwägung zu Richards III. Monolog vor der Entscheidungsschlacht bei Bosworth" erschien 2000, ISBN 3-89391-309-2).
- A voice from Bohemia. At the same time a memorial to my lost home in Bohemia. Olms, Hildesheim 2009, ISBN 978-3-487-08490-9.

Festschrift
- Richard Matthews (Hrsg.): Papers on language and medieval studies, presented to Alfred Schopf (= Neue Studien zur Anglistik und Amerikanistik, Bd. 37). Lang, Frankfurt/M. 1988, ISBN 3-8204-8677-1.